# Woman Like Me
Woman Like Me is een nummer van de Britse meidengroep Little Mix uit 2018, in samenwerking met de Amerikaanse rapster Nicki Minaj. Het is de eerste single van LM5, het vijfde studioalbum van Little Mix.
Het nummer werd geschreven door Jess Glynne. Aanvankelijk schreef Glynne het nummer voor zichzelf, maar ze vond het toch niet helemaal passen bij haar nieuwe album. Dus stelde Glynne de dames van Little Mix voor het nummer op te nemen, wat zij ook deden, gezamenlijk met Nicki Minaj. Little Mix en Minaj scoorden vervolgens in veel landen een hit met "Woman Like Me". In het Verenigd Koninkrijk bereikte het nummer de 2e positie. In de Nederlandse Top 40 haalde het een bescheiden 27e positie, en in de Vlaamse Ultratop 50 werd de 23e positie gehaald.